# Drepanis
Genre
Drepanis est un genre de passereaux de la famille des Fringillidae. Il est endémique des îles d'Hawaï,,.

## Liste des espèces
Selon la classification de référence du Congrès ornithologique international (version 8.1, 2018) :
- Drepanis coccinea (Forster, G, 1780) — Iiwi rouge, Drépanide écarlate, Héorotaire rouge
- Drepanis funerea Newton, A, 1894 † — Drépanide noir, Drépanide deuil
- Drepanis pacifica (Gmelin, JF, 1788) † — Drépanide mamo, Drépanide des montagnes